# Giovanni Negri

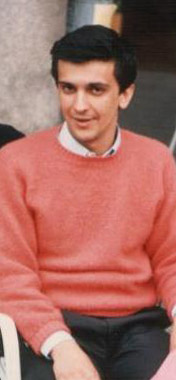
Negri em 1987

Giovanni Negri (nascido a 16 de Maio de 1957) é um político italiano.
Natural de Turim e militante do Partido Radical (PR), foi secretário do partido de 1984 a 1988, que logo se dissolveu. Foi eleito para a Câmara dos Deputados em 1983 pelo eleitorado da sua cidade, e foi reeleito novamente para servir de 1987 a 1992.
De Abril de 1988 a Julho de 1989 foi deputado ao Parlamento Europeu. Em 2016, liderava o movimento social e planeava o partido político La Marianna, batizado em homenagem a Marianne, a efígie da Revolução Francesa. Ele descreveu-o como uma voz para os "sem-tecto" da política, que considerou terem ficado decepcionados por Matteo Renzi, Beppe Grillo e Lega Nord. Em 2018, fez campanha pelo Energie per l'Italia (EpI), partido de centro-direita fundado por Stefano Parisi.